# Ilha Bubiyan
A Ilha Bubiyan (em árabe: بوبيان) é uma ilha que pertence ao Cuaite, situada no Golfo Pérsico, perto da foz do rio Eufrates. É, de longe, a maior ilha do Cuaite, com 863 km² de área. É pantanosa e desabitada, ficando na foz do Xatalárabe, no canto noroeste do Golfo Pérsico.
Está separada do continente asiático a nordeste pelo braço de mar denominado Jawr Abd Allah, que a separa da exígua costa iraquiana, e a sudeste pelo chamado Jawr as Sabiyah, que a separa da parte continental do Cuaite. Este último estreito separa-a por sua vez da ilha Warbah pelo lado norte.
Bubiyan está unida ao continente por uma ponte de vigas de betão sobre o Jawr as Sabiyah, e que entra em Bubiyan a 5,4 km a noroeste do Ras al Barshah, o ponto mais meridional da ilha. A ponte, construída em 1983 e com 2,3 km de comprimento, é unicamente de uso militar; foi destruída na Guerra do Golfo, mas voltou a ser reconstruída.
Em novembro de 1994 o Iraque aceitou formalmente a linha de demarcação com o Cuaite das Nações Unidas que tinha sido traçada por diferentes resoluções do Conselho de Segurança como a resolução 687 (1991), a resolução 773 (1993) e a resolução 883 (1993), concluindo formalmente qualquer reclamação recente sobre a ilha de Bubiyan.
Com a assinatura pelo Kuwait (169º signatário) da Convenção de Ramsar, a reserva de Mubarak al-Kabeer foi designada como o primeiro Pantanal de Importância Internacional do país. A reserva, de 50.948 hectares, consiste em pequenas lagoas e sapais rasos e é importante como ponto de parada para a migração de aves em duas rotas de migração: da Turquia para a Índia e da Eurásia para a África. As aves aquáticas reprodutoras incluem a maior colónia de criação da espécie Dromas ardeola, e o mar circundante é o principal viveiro de muitas espécies comerciais de peixes.